# Pascalle van Egeraat
Pascalle van Egeraat (Bergen op Zoom, 19 oktober 1970) is een Nederlandse tv-presentatrice en model. Zij groeide op in Noord-Brabant en Noord-Holland, maar woonde ook vier jaar in Brazilië. Pascalle startte haar loopbaan in 1986 als model, en na een finaleplaats in het SBS6 programma Miss Talent in 1996 volgden diverse tv-optredens bij SBS6 en Yorin. In 2007 presenteerde ze het programma Nederland Fietst op RTL 4.